# Жеравненска къща
Жеравненска къща е характерен тип възрожденска архитектура, обхващат Източна Стара планина – Сливенска и Котленска планина, района на село Жеравна. Част е от областта на севернобългарската къща.
Жеравненската къща има няколко различни форми, всяка от който отразява различни етапи от развитието на жилището. Едни от тях са създадени вероятно много преди
Възраждането. Това са къщи, които се състоят само от две свързани едно с друго помещения – пруст и помещение с огнище. Тези къщи са без чардак или с чардак през цялата главна фасада. Най-старите запазени образци са дървени и са изградени „на венец“. По-сложната форма има и собата. Тя се намира до пруста, срещу помещението с огнище и има по-голяма дълбочина от него. Тези къщи са също дървени, но стълбово-талпени, т. е. конструкцията им представлява дървен скелет, изпълнен с талпи, „натакани“ в жлебове отстрани на колонките. Прустът е централното помещение, около което се подреждат помещението с огнище, собата и чардакът. С това тя прилича на копривщенската. В жеравненската къща собата е винаги непосредствено до пруста, който има стопанско предназначение и свързва жилищните помещения, чардака и двора. В приземните къщи той има два входа. Когато прустът е в етажа, но поради наклонения терен задната му част е на нивото на двора, той също има два входа. В случай, че заден вход не е могло да се направи, прустът остава само междинно свързващо помещение, защото по-голямата част от стопанските му функции се поемат от приземието. Представители на този тип са къщата на Руси Чорбаджи, на Сава Филаретов, Халтъковата и други.
Жеравненските къщи нямат надпуски на етажа освен на кьошка към късата страна на чардака. Те са с едни от най-богато украсените с дърворезба интериори в България.